# 山科友紀
山科 友紀（やましな ゆき、1980年3月28日 - ）は、日本のタレント、レースクイーン。カートプロモーション所属。かつてはスタイルコーポレーションに所属。

## 人物・来歴
埼玉県出身。趣味は釣り、ネイルアート、ピン札集め、お菓子作り。特技はゴルフ、陸上競技、メール早打ち。
- 2001年 - JGTC「Team GAIKOKUYA」レースクイーン
- 2002年 - スーパー耐久イメージガール「スーパーガールズ2002“moro☆star”」
- 2003年 - JGTC「Project μ」レースクイーン
- 2004年 - スーパー耐久「PROVA FUJITSUBO IMPREZZA」レースクイーン
- 2005年 - 「オートギャラリー東京」ステージMC
- 2007年 - SUPER GT「WILLCOM R&D SPORTS」レースクイーン
- 2010年 - 芸名を山木まこから山科友紀へ変更。

## 出演

### テレビ
- 釣り・ロマンを求めて（テレビ東京系）
- タレコミ（テレビ東京系）
- らぶドキュ（テレビ東京）
- ESPN スーパー耐久レース（スカイパーフェクTV!） - レポーター
- 日本いにしえの旅 -もののふの都、鎌倉-（BSフジ）
- バラ色の聖戦 第1・2話（2011年、テレビ朝日系） - 大野正江 役
- 金曜プレステージ 鬼刑事 米田耕作2（2013年、フジテレビ系）- 司会者 役

### 舞台
- Magic～そこにいてもいなくても～（2007年6月29日 - 7月8日、シアターVアカサカ）
- TEN COUNT～春の章～（2007年11月14日 - 18日、シアターVアカサカ）

## リリース作品

### CD
- Precious Dream（moro☆starとして。2002年）

### DVD
- Marvelous（2003年）